# Encore: Movie Partners Sing Broadway
Encore: Movie Partners Sing Broadway é o trigésimo quinto álbum de estúdio da cantora e atriz estadunidense Barbra Streisand, lançado em 26 de agosto de 2016, pela Columbia Records. Trata-se de uma sequência ao seu antecessor, Partners, de 2014, e da mesma forma contém um número substancial de duetos com alguns dos maiores nomes de Hollywood, tais como: Alec Baldwin, Antonio Banderas, Jamie Foxx, Anne Hathaway, Hugh Jackman, Seth MacFarlane, Melissa McCarthy, Chris Pine, Daisy Ridley, Patrick Wilson e um dueto virtual com Anthony Newley.
A promoção contou com a turnê Barbra: The Music, The Mem'ries, The Magic, que visitou inicialmente nove locais na América do Norte, sendo estendida duas vezes para um total de 16 shows em 14 cidades. A apresentação em Miami (5 de dezembro de 2016) foi filmada para um lançamento da Netflix, em 22 de novembro de 2017. As arrecadações com abilheteria superaram 53 milhões de dólares.
A recepção da crítica ao disco foi favorável. Recebeu uma indicação ao Grammy Awards de 2017, na categoria de Melhor Álbum Vocal Pop Tradicional.
Comercialmente, estreou no topo da Billboard 200, dos Estados Unidos, estendendo seu recorde como a mulher com o maior número de álbuns na história e a mulher mais velha a ter um álbum em primeiro lugar na parada. Também alcançou o número um na Austrália (onde foi certificado com um disco de ouro) e no Reino Unido.

## Recepção crítica
| Críticas profissionais | Críticas profissionais |
| Avaliações da crítica  | Avaliações da crítica  |
| Fonte                  | Avaliação              |
| ---------------------- | ---------------------- |
| AllMusic               | [ 1 ]                  |
| Entertainment Weekly   | B                      |
| The Guardian           | [ 12 ]                 |
| The Huffington Post    | Favorável              |
| Yahoo!                 | Desfavorável           |
| The Times              | Favorável              |

As resenhas da crítica especializada foram, em maioria, favoráveis. 
Matt Collar, do site AllMusic avaliou com três estrelas e meia de cinco e o definiu como uma sequência do seu antecessor que "apresenta a aclamada vocalista em dueto com cantores convidados de alto nível, em um conjunto de composições bem selecionadas da Broadway", tendo como resultado o cruzamento "entre o pop tradicional e uma gravação de teatro musical".
Jean Faber, da revista Entertainment Weekly, deu uma nota B e escreveu que durante a sua carreira sempre foi complicado fazer duetos devido ao fato de outras vozes parecerem pequenas perto dela, tal aspecto, segundo ele, não se repetiu, visto que os duetos são equilibrados e seus vocais bastante contidos.
Em sua resenha para o jornal The Guardian, Faber elegeu "Losing My Mind" uma das melhores faixas, com uma interpretação na qual as notas "capturam exasperação, pena, obsessão e, provavelmente, mais compreensão de um amor arruinado do que qualquer cantor que já a cantou antes".
Mark Kennedy, do site Yahoo!, fez uma resenha desfavorável, na qual pontuou que apesar de bonito e bem organizado, é frio e calculado, feito apenas para mostrar os dotes de cantora de Streisand. Em contrapartida, Paul Katz, do The Huffington Post, escreveu que "[o álbum] reforça que seu talento é verdadeiramente de outro mundo. Todos devem estar extremamente orgulhosos dessa conquista. Tenho orgulho de ser um 'documentarista de Streisand'.

## Desempenho comercial
A primeira etapa da turnê The Music, The Mem'ries, The Magic precedeu o lançamento, ajudando-o a promovê-lo. Na Billboard 200, estreou em número um, vendendo 149 mil unidades equivalentes, das quais 148 mil foram vendas puras. Desse número, as vendas físicas (CDs e LPs) representaram a 126 mil, o melhor desempenho no formato em 2016. Encore estendeu seu recorde para o maior número de álbuns entre as mulheres e empatou com Bruce Springsteen entre todos os atos. Os únicos artistas com mais números um são os Beatles (com 19) e Jay Z (com 13). Ultrapassou seu próprio recorde para o intervalo mais longo entre números um na Billboard 200 ao atingir o feito 51 anos e 10 meses depois que seu primeiro #1, People liderou a lista em 31 de outubro de 1964. Além disso, continuou a ser o único ato a ter alcançado o número um nas últimas seis décadas (1960-2010).
No Reino Unido, estreou na primeira posição com vinte mil cópias, tornando-se o seu sétimo número um no país. Com essa conquista, ocupa o segundo lugar como a artista solo feminina com o maior número de álbuns no Reino Unido, atrás apenas de Madonna, que tem doze álbuns em primeiro lugar. A façanha foi posteriormente quebrada por Kylie Minogue, que tem oito álbuns número um. No Canadá, alcançou a posição de número 3, vendendo 10.318 cópias em sua primeira semana. Na Austrália, tornando-se seu terceiro a atingir o topo das paradas.
De acordo com a Federação Internacional da Indústria Fonográfica, foi o 45º mais vendido de 2016, com mais de 600 mil cópias comercializadas no mundo, naquele ano.

## Lista de faixas
| Deluxe edition: additional solo tracks | |                                                           |                                |         |  |
| N.º                                    | Título                                                                                                 | Compositor(es)                                            | Duet partner                   | Duração |  |
| 1.                                     | "At the Ballet" (from A Chorus Line)                                                                   | Edward Kleban, Marvin Hamlisch                            | Anne Hathaway and Daisy Ridley | 7:30    |  |
| 2.                                     | "Loving You" (from Passion)                                                                            | Stephen Sondheim                                          | Patrick Wilson                 | 3:30    |  |
| 3.                                     | "Who Can I Turn To (When Nobody Needs Me)" (from The Roar of the Greasepaint – The Smell of the Crowd) | Leslie Bricusse, Anthony Newley                           | Anthony Newley                 | 4:24    |  |
| 4.                                     | "Any Moment Now" (from an unproduced version of Smile)                                                 | Marvin Hamlisch, Carolyn Leigh                            | Hugh Jackman                   | 4:45    |  |
| 5.                                     | "I Didn't Know What Time It Was" (from Too Many Girls)                                                 | Rodgers, Lorenz Hart                                      |                                | 5:48    |  |
| 6.                                     | "The Best Thing That Has Ever Happened" (from Road Show)                                               | Sondheim                                                  | Alec Baldwin                   | 3:13    |  |
| 7.                                     | "Not a Day Goes By" (from Merrily We Roll Along)                                                       | Sondheim                                                  |                                | 3:19    |  |
| 8.                                     | "Anything You Can Do" (from Annie Get Your Gun)                                                        | Irving Berlin                                             | Melissa McCarthy               | 3:12    |  |
| 9.                                     | "Fifty Percent" (from Ballroom)                                                                        | Billy Goldenberg, Alan Bergman, Marilyn Bergman           |                                | 4:26    |  |
| 10.                                    | "I'll Be Seeing You"/ I've Grown Accustomed to Her Face" (from Right This Way and My Fair Lady)        | Irving Kahal, Sammy Fain/Alan Jay Lerner, Frederick Loewe | Chris Pine                     | 4:41    |  |
| 11.                                    | "Losing My Mind" (from Follies)                                                                        | Sondheim                                                  |                                | 3:56    |  |
| 12.                                    | "Pure Imagination" (from Willy Wonka & the Chocolate Factory)                                          | Bricusse, Newley                                          | Seth MacFarlane                | 4:12    |  |
| 13.                                    | "Take Me to the World" (from Evening Primrose)                                                         | Sondheim                                                  | Antonio Banderas               | 4:16    |  |
| 14.                                    | "Climb Ev'ry Mountain" (from The Sound of Music)                                                       | Richard Rodgers, Oscar Hammerstein II                     | Jamie Foxx                     | 4:01    |  |

## Tabelas
| Tabela musical (2016)                    | Melhor posição |
| ---------------------------------------- | -------------- |
| Austrália (ARIA)                         | 1              |
| Áustria (Ö3 Austria Top 40)              | 2              |
| Bélgica (Ultratop Flandres)              | 12             |
| Bélgica (Ultratop Valônia)               | 22             |
| Canadá (Billboard)                       | 3              |
| República Tcheca (ČNS IFPI)              | 18             |
| Países Baixos (Dutch Charts)             | 9              |
| French Albums (SNEP)                     | 80             |
| Alemanha (Offizielle Deutsche Charts)    | 23             |
| Greek Albums (IFPI)                      | 28             |
| Hungria (MAHASZ)                         | 18             |
| Irlanda (IRMA)                           | 15             |
| Itália (FIMI)                            | 12             |
| Nova Zelândia (RMNZ)                     | 2              |
| Polónia (ZPAV)                           | 23             |
| Escócia (Official Scottish Albums)       | 1              |
| South Korean Albums (Gaon)               | 80             |
| South Korean Albums International (Gaon) | 8              |
| Espanha (PROMUSICAE)                     | 4              |
| Suíça (Schweizer Hitparade)              | 24             |
| Taiwanese Albums (Five Music)            | 3              |
| Reino Unido (UK Albums Chart)            | 1              |
| Estados Unidos (Billboard 200)           | 1              |
| US Top Internet Albums (Billboard)       | 1              |

| Tabela musical (2016)    | Posição |
| ------------------------ | ------- |
| Australian Albums (ARIA) | 43      |
| US Billboard 200         | 127     |

## Certificações e vendas
| País             | Certificação | Vendas  |
| ---------------- | ------------ | ------- |
| Austrália (ARIA) | Ouro         | 35,000  |
| Resumos          |              |         |
| Mundo            | —            | 600,000 |